# Weber City
Pour les articles homonymes, voir Weber.
Weber City est une municipalité américaine située dans le comté de Scott en Virginie.
Selon le recensement de 2010, Weber City compte 1 327 habitants. Dans une vallée à proximité de Gate City, le Big Moccasin Gap, la municipalité s'étend sur 1,78 mille carré (4,61 km2).
Weber City se développe dans les années 1930 autour de la propriété de Frank M. Parker Sr., le long de la U.S. Route 23. D'abord appelée Midway pour sa situation entre Gate City et Kingsport, elle adopte son nom actuel en référence à une ville fictive évoquée dans l'émission de radio Amos 'n' Andy. Elle devient une municipalité en 1954.